# Nocebo (film)
Ne doit pas être confondu avec The Nocebo Effect.
Pour plus de détails, voir Fiche technique et Distribution.
Nocebo est un film allemand réalisé par Lennart Ruff (de) sorti en 2014.

## Synopsis
Christian Lukas, 22 ans, souffre de schizophrénie paranoïaque. Il participe à un essai clinique d'un nouveau médicament psychotrope et tombe amoureux d'une autre participante nommée Anna. Ils découvrent la mort d'un autre participant. Les médecins couvrent l'incident au lieu de l'éclaircir. Quand Anna commence aussi à montrer des signes d'effets secondaires fatals, Christian sort du centre de test pour obtenir de l'aide. Mais ni la police ni les médecins ne croient en son histoire à cause de son diagnostic. Seule sa sœur Alice se tient à ses côtés, même si elle aussi a des doutes considérables, jusqu'à ce que soudainement des persécuteurs inconnus apparaissent. L'histoire vraie de l'évasion de Christian reste floue, car il est difficile de faire la distinction entre la psychose et la réalité, et finalement il n'est même pas certain qu'Anna existe.

## Fiche technique
- Titre : Nocebo
- Réalisation : Lennart Ruff (de) assisté de Peter Fuchs
- Scénario : Maggie Peren
- Musique : Carolin Heiß, Marc-Sidney Müller
- Direction artistique : Carina Cavegn
- Costumes : Diana Dietrich
- Photographie : Jan-Marcello Kahl
- Son : Peter Kautzsch
- Montage : Ann-Carolin Biesenbach
- Production : Severin Höhne
- Sociétés de production : Menelaos Film, Südart Filmproduktion
- Pays de production :  Allemagne
- Langue : allemand
- Format : Couleur - 2,35:1 - 35 mm - Dolby Digital
- Genre : Thriller
- Durée : 38 minutes
- Date de sortie :
  - Allemagne : 1er mai 2014.

## Distribution
- Vincent Redetzki : Christian Lukas
- Picco von Groote : Alice Lukas
- Odine Johne : Anna
- Daniel Friedrich (de) : Dr Geleitner
- Torben Liebrecht (de) : Jan
- Almut Kapp : Dr Reich
- Tristan Seith (de) : Pit
- Steven Scharf (de) : Un psychiatre
- Thomas M. Meinhardt (de) : Karl
- Moritz Fischer : Orlow

## Production
Nocebo est le film de fin d'études à la Hochschule für Fernsehen und Film München du réalisateur Lennart Ruff, des étudiants en production Severin Höhne et Tobias M. Huber et du directeur de la photographie Jan-Marcello Kahl de l'académie du film du Bade-Wurtemberg.

## Récompenses
- 41e Student Academy Awards (en) (2014) : Meilleur film étranger[1].